# 8015 Marksimons
8015 Marksimons è un asteroide della fascia principale interna. Scoperto nel 1990, presenta un'orbita caratterizzata da un semiasse maggiore pari a 2,243727 UA e da un'eccentricità di 0,150862, inclinata di 0,819617° rispetto all'eclittica. Ha un diametro di 3,105 km e un'albedo di 0,318.
È dedicato a Mark Simons, professore di geofisica presso il laboratorio di geofisica della Caltech.